# 圣母升天圣安德肋圣殿总主教座堂

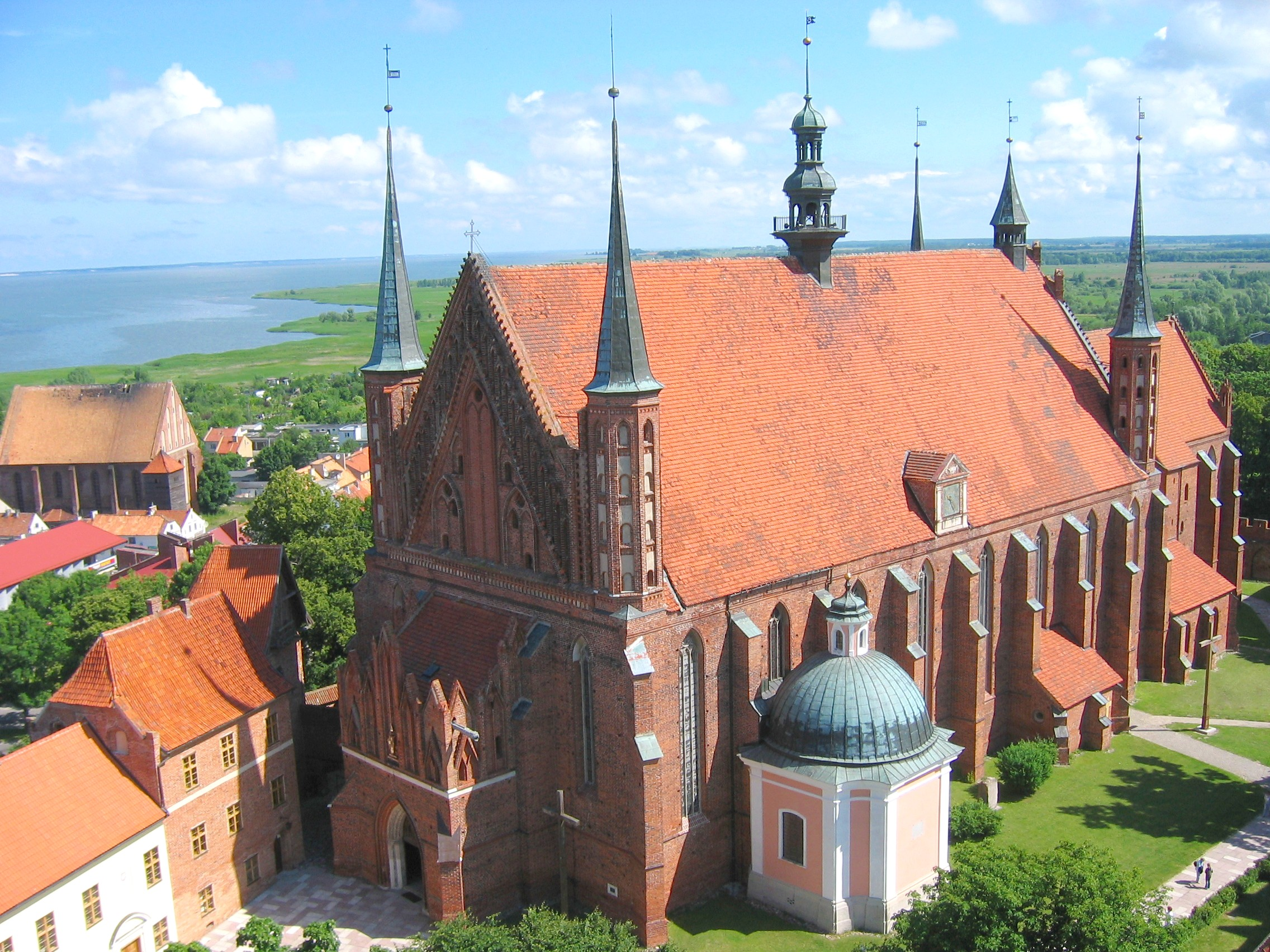
圣母升天圣安德肋圣殿总主教座堂，远处即是波罗的海

圣母升天圣安德肋圣殿总主教座堂（波兰语：Bazylika archikatedralna Wniebowzięcia Najświętszej Maryi Panny i św. Andrzeja we Fromborku）是一座罗马天主教宗座圣殿、天主教瓦尔米亚总教区的总主教座堂。位于波兰东北部瓦尔米亚-马祖里省弗龙堡，是该地引以为傲的风景名胜。在波罗的海的海岸上。
教堂建于在1329年至1388年，是一座哥特式的砖砌教堂，内部有众多的巴洛克风格的祭坛。数个世纪以来，教堂经过多次扩建、改建了，也有因战乱而带来的破坏，终于形成现在这个样子。因哥白尼在此研究日心说而闻名于世。1497年，哥白尼在通过其舅父的推荐，被选为弗龙堡大教堂僧正。但他此时正在意大利求学，1512年他舅父死后，他就定居在弗龙堡直至故去。
哥白尼观察天文的天文台设在弗龙堡教堂的西北角的箭楼，天文学史上著名的哥白尼塔。自十七世纪后被人们作为天文学的圣地保存下来。登上该塔，可纵览小镇风光，远眺大海。
弗龙堡教堂在海港城市格但斯克以东，驱车两个小时之内即可到达。

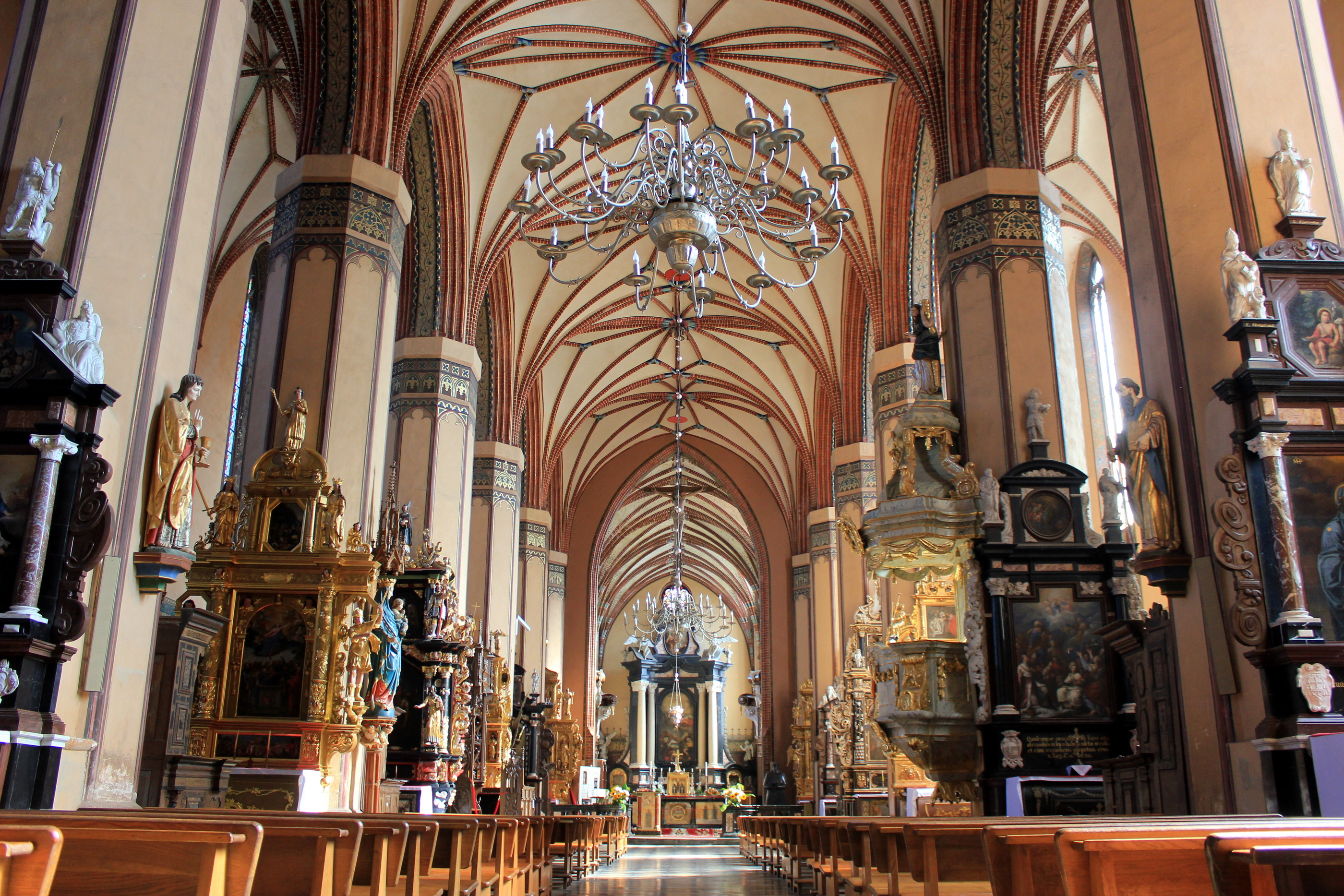
弗龙堡教堂内景

2005年，波兰考古学家发掘在弗龙堡大教堂内发现了到了哥白尼的头骨，并试图复原了哥白尼的容貌。